# Lista över fornlämningar i Gotlands kommun (Väskinde)
Lista över fornlämningar i Gotlands kommun (Väskinde) är en förteckning av ett urval av de fornlämningar som finns i Väskinde i Gotlands kommun.
| Namn           | Lämningstyp                      | Tillkomsttid | Historisk indelning | Plats | Läge                 | ID-nr          | Bild                                      |
| -------------- | -------------------------------- | ------------ | ------------------- | ----- | -------------------- | -------------- | ----------------------------------------- |
| Väskinde 1:1   | Stensättning                     |              | Väskinde, Gotland   |       | 57.690179, 18.385200 | 10097800010001 | Ladda upp en bild av detta fornminne      |
| Väskinde 2:1   | Gravfält                         |              | Väskinde, Gotland   |       | 57.689622, 18.388586 | 10097800020001 | Ladda upp en bild av detta fornminne      |
| Väskinde 3:1   | Gravfält                         |              | Väskinde, Gotland   |       | 57.683718, 18.379805 | 10097800030001 | Ladda upp en bild av detta fornminne      |
| Väskinde 7:1   | Stenkammargrav                   |              | Väskinde, Gotland   |       | 57.681330, 18.372248 | 10097800070001 | Ladda upp en till bild av detta fornminne |
| Väskinde 7:2   | Grav markerad av sten/block      |              | Väskinde, Gotland   |       | 57.681336, 18.372230 | 10097800070002 | Ladda upp en bild av detta fornminne      |
| Väskinde 8:1   | Stensättning                     |              | Väskinde, Gotland   |       | 57.686782, 18.386500 | 10097800080001 | Ladda upp en bild av detta fornminne      |
| Väskinde 10:1  | Grav markerad av sten/block      |              | Väskinde, Gotland   |       | 57.695031, 18.389594 | 10097800100001 | Ladda upp en bild av detta fornminne      |
| Väskinde 12:1  | Stensättning                     |              | Väskinde, Gotland   |       | 57.704431, 18.393912 | 10097800120001 | Ladda upp en bild av detta fornminne      |
| Väskinde 13:1  | Stensättning                     |              | Väskinde, Gotland   |       | 57.707469, 18.378531 | 10097800130001 | Ladda upp en bild av detta fornminne      |
| Väskinde 14:1  | Stensättning                     |              | Väskinde, Gotland   |       | 57.707040, 18.392759 | 10097800140001 | Ladda upp en bild av detta fornminne      |
| Väskinde 15:1  | Stensättning                     |              | Väskinde, Gotland   |       | 57.705998, 18.393108 | 10097800150001 | Ladda upp en bild av detta fornminne      |
| Väskinde 16:1  | Stensättning                     |              | Väskinde, Gotland   |       | 57.705233, 18.393924 | 10097800160001 | Ladda upp en bild av detta fornminne      |
| Väskinde 17:1  | Gravfält                         |              | Väskinde, Gotland   |       | 57.707643, 18.396021 | 10097800170001 | Ladda upp en bild av detta fornminne      |
| Väskinde 18:1  | Stensättning                     |              | Väskinde, Gotland   |       | 57.709163, 18.397858 | 10097800180001 | Ladda upp en bild av detta fornminne      |
| Väskinde 19:1  | Hällristning                     |              | Väskinde, Gotland   |       | 57.711050, 18.405364 | 11100000001067 | Ladda upp en bild av detta fornminne      |
| Väskinde 20:1  | Stensättning                     |              | Väskinde, Gotland   |       | 57.707657, 18.389435 | 10097800200001 | Ladda upp en bild av detta fornminne      |
| Väskinde 21:1  | Husgrund, förhistorisk/medeltida |              | Väskinde, Gotland   |       | 57.709980, 18.399869 | 10097800210001 | Ladda upp en bild av detta fornminne      |
| Väskinde 22:1  | Stensättning                     |              | Väskinde, Gotland   |       | 57.713871, 18.408983 | 10097800220001 | Ladda upp en bild av detta fornminne      |
| Väskinde 22:2  | Stensättning                     |              | Väskinde, Gotland   |       | 57.713753, 18.409043 | 10097800220002 | Ladda upp en bild av detta fornminne      |
| Väskinde 30:1  | Stensättning                     |              | Väskinde, Gotland   |       | 57.694091, 18.447026 | 10097800300001 | Ladda upp en bild av detta fornminne      |
| Väskinde 32:1  | Stensättning                     |              | Väskinde, Gotland   |       | 57.698552, 18.455326 | 10097800320001 | Ladda upp en bild av detta fornminne      |
| Väskinde 32:2  | Stensättning                     |              | Väskinde, Gotland   |       | 57.698547, 18.455571 | 10097800320002 | Ladda upp en bild av detta fornminne      |
| Väskinde 33:1  | Gravfält                         |              | Väskinde, Gotland   |       | 57.688628, 18.457177 | 10097800330001 | Ladda upp en till bild av detta fornminne |
| Väskinde 34:1  | Stensättning                     |              | Väskinde, Gotland   |       | 57.685278, 18.441020 | 10097800340001 | Ladda upp en bild av detta fornminne      |
| Väskinde 34:2  | Stensättning                     |              | Väskinde, Gotland   |       | 57.685480, 18.441304 | 10097800340002 | Ladda upp en bild av detta fornminne      |
| Väskinde 36:1  | Stensättning                     |              | Väskinde, Gotland   |       | 57.685459, 18.442328 | 10097800360001 | Ladda upp en bild av detta fornminne      |
| Väskinde 38:1  | Gravfält                         |              | Väskinde, Gotland   |       | 57.687191, 18.444512 | 10097800380001 | Ladda upp en bild av detta fornminne      |
| Väskinde 39:1  | Stensättning                     |              | Väskinde, Gotland   |       | 57.685618, 18.444404 | 10097800390001 | Ladda upp en bild av detta fornminne      |
| Väskinde 39:2  | Stensättning                     |              | Väskinde, Gotland   |       | 57.685628, 18.444256 | 10097800390002 | Ladda upp en bild av detta fornminne      |
| Väskinde 39:3  | Stensättning                     |              | Väskinde, Gotland   |       | 57.685507, 18.444215 | 10097800390003 | Ladda upp en bild av detta fornminne      |
| Väskinde 39:4  | Stensättning                     |              | Väskinde, Gotland   |       | 57.685941, 18.444175 | 10097800390004 | Ladda upp en bild av detta fornminne      |
| Väskinde 41:1  | Stensättning                     |              | Väskinde, Gotland   |       | 57.677973, 18.449257 | 10097800410001 | Ladda upp en till bild av detta fornminne |
| Väskinde 42:1  | Stensättning                     |              | Väskinde, Gotland   |       | 57.671685, 18.438577 | 10097800420001 | Ladda upp en bild av detta fornminne      |
| Väskinde 42:2  | Stensättning                     |              | Väskinde, Gotland   |       | 57.671761, 18.438912 | 10097800420002 | Ladda upp en bild av detta fornminne      |
| Väskinde 42:3  | Stensättning                     |              | Väskinde, Gotland   |       | 57.671887, 18.438670 | 10097800420003 | Ladda upp en bild av detta fornminne      |
| Väskinde 43:1  | Gravfält                         |              | Väskinde, Gotland   |       | 57.677941, 18.424716 | 10097800430001 | Ladda upp en bild av detta fornminne      |
| Väskinde 45:1  | Stensättning                     |              | Väskinde, Gotland   |       | 57.678645, 18.424739 | 10097800450001 | Ladda upp en bild av detta fornminne      |
| Väskinde 45:2  | Stensättning                     |              | Väskinde, Gotland   |       | 57.678716, 18.424996 | 10097800450002 | Ladda upp en bild av detta fornminne      |
| Väskinde 47:1  | Gravfält                         |              | Väskinde, Gotland   |       | 57.678268, 18.423960 | 10097800470001 | Ladda upp en till bild av detta fornminne |
| Väskinde 48:1  | Stensättning                     |              | Väskinde, Gotland   |       | 57.673369, 18.410698 | 10097800480001 | Ladda upp en bild av detta fornminne      |
| Väskinde 48:2  | Stensättning                     |              | Väskinde, Gotland   |       | 57.673202, 18.411042 | 10097800480002 | Ladda upp en bild av detta fornminne      |
| Väskinde 48:3  | Stensättning                     |              | Väskinde, Gotland   |       | 57.673058, 18.410961 | 10097800480003 | Ladda upp en bild av detta fornminne      |
| Väskinde 50:1  | Stensättning                     |              | Väskinde, Gotland   |       | 57.673066, 18.410035 | 10097800500001 | Ladda upp en bild av detta fornminne      |
| Väskinde 51:1  | Hällristning                     |              | Väskinde, Gotland   |       | 57.671560, 18.410213 | 11100000001068 | Ladda upp en bild av detta fornminne      |
| Väskinde 52:1  | Stensättning                     |              | Väskinde, Gotland   |       | 57.672796, 18.407038 | 10097800520001 | Ladda upp en bild av detta fornminne      |
| Väskinde 52:2  | Stensättning                     |              | Väskinde, Gotland   |       | 57.672614, 18.406440 | 10097800520002 | Ladda upp en bild av detta fornminne      |
| Väskinde 54:1  | Stensättning                     |              | Väskinde, Gotland   |       | 57.671207, 18.404431 | 10097800540001 | Ladda upp en bild av detta fornminne      |
| Väskinde 56:1  | Stensättning                     |              | Väskinde, Gotland   |       | 57.689323, 18.354494 | 10097800560001 | Ladda upp en till bild av detta fornminne |
| Väskinde 57:1  | Gravfält                         |              | Väskinde, Gotland   |       | 57.688749, 18.353120 | 10097800570001 | Ladda upp en till bild av detta fornminne |
| Väskinde 58:1  | Stensättning                     |              | Väskinde, Gotland   |       | 57.702882, 18.366507 | 10097800580001 | Ladda upp en bild av detta fornminne      |
| Väskinde 58:2  | Stensättning                     |              | Väskinde, Gotland   |       | 57.702832, 18.366424 | 10097800580002 | Ladda upp en bild av detta fornminne      |
| Väskinde 58:3  | Stensättning                     |              | Väskinde, Gotland   |       | 57.702879, 18.366775 | 10097800580003 | Ladda upp en bild av detta fornminne      |
| Väskinde 59:1  | Stensättning                     |              | Väskinde, Gotland   |       | 57.713405, 18.376258 | 11000000003162 | Ladda upp en bild av detta fornminne      |
| Väskinde 59:2  | Stensättning                     |              | Väskinde, Gotland   |       | 57.713470, 18.376301 | 11000000003163 | Ladda upp en bild av detta fornminne      |
| Väskinde 61:1  | Stensättning                     |              | Väskinde, Gotland   |       | 57.712338, 18.381238 | 10097800610001 | Ladda upp en bild av detta fornminne      |
| Väskinde 63:1  | Husgrund, förhistorisk/medeltida |              | Väskinde, Gotland   |       | 57.675370, 18.401325 | 10097800630001 | Ladda upp en bild av detta fornminne      |
| Väskinde 63:2  | Husgrund, förhistorisk/medeltida |              | Väskinde, Gotland   |       | 57.675258, 18.400668 | 10097800630002 | Ladda upp en bild av detta fornminne      |
| Väskinde 64:1  | Stensättning                     |              | Väskinde, Gotland   |       | 57.682654, 18.424892 | 10097800640001 | Ladda upp en bild av detta fornminne      |
| Väskinde 64:2  | Stensättning                     |              | Väskinde, Gotland   |       | 57.682572, 18.424774 | 10097800640002 | Ladda upp en bild av detta fornminne      |
| Väskinde 64:3  | Stensättning                     |              | Väskinde, Gotland   |       | 57.682619, 18.424593 | 10097800640003 | Ladda upp en bild av detta fornminne      |
| Väskinde 65:1  | Gravfält                         |              | Väskinde, Gotland   |       | 57.686317, 18.422864 | 10097800650001 | Ladda upp en bild av detta fornminne      |
| Väskinde 66:1  | Husgrund, förhistorisk/medeltida |              | Väskinde, Gotland   |       | 57.695153, 18.415636 | 10097800660001 | Ladda upp en bild av detta fornminne      |
| Väskinde 67:1  | Husgrund, förhistorisk/medeltida |              | Väskinde, Gotland   |       | 57.694666, 18.416281 | 10097800670001 | Ladda upp en bild av detta fornminne      |
| Väskinde 67:2  | Husgrund, förhistorisk/medeltida |              | Väskinde, Gotland   |       | 57.694364, 18.416592 | 10097800670002 | Ladda upp en bild av detta fornminne      |
| Väskinde 69:1  | Gravfält                         |              | Väskinde, Gotland   |       | 57.714672, 18.423099 | 10097800690001 | Ladda upp en bild av detta fornminne      |
| Väskinde 70:1  | Hällristning                     |              | Väskinde, Gotland   |       | 57.714172, 18.427966 | 11100000001143 | Ladda upp en bild av detta fornminne      |
| Väskinde 70:2  | Hällristning                     |              | Väskinde, Gotland   |       | 57.714172, 18.427966 | 11100000001144 | Ladda upp en bild av detta fornminne      |
| Väskinde 71:1  | Hällristning                     |              | Väskinde, Gotland   |       | 57.718439, 18.431505 | 11100000001145 | Ladda upp en bild av detta fornminne      |
| Väskinde 71:2  | Hällristning                     |              | Väskinde, Gotland   |       | 57.718516, 18.431334 | 11100000001146 | Ladda upp en bild av detta fornminne      |
| Väskinde 71:3  | Hällristning                     |              | Väskinde, Gotland   |       | 57.718508, 18.431507 | 11100000001147 | Ladda upp en bild av detta fornminne      |
| Väskinde 74:1  | Stensättning                     |              | Väskinde, Gotland   |       | 57.714818, 18.420372 | 10097800740001 | Ladda upp en bild av detta fornminne      |
| Väskinde 75:1  | Stensättning                     |              | Väskinde, Gotland   |       | 57.717238, 18.418175 | 10097800750001 | Ladda upp en bild av detta fornminne      |
| Väskinde 76:1  | Stensättning                     |              | Väskinde, Gotland   |       | 57.716859, 18.418341 | 10097800760001 | Ladda upp en bild av detta fornminne      |
| Väskinde 77:1  | Gravfält                         |              | Väskinde, Gotland   |       | 57.716696, 18.417163 | 10097800770001 | Ladda upp en bild av detta fornminne      |
| Väskinde 78:1  | Stensättning                     |              | Väskinde, Gotland   |       | 57.715999, 18.416718 | 10097800780001 | Ladda upp en bild av detta fornminne      |
| Väskinde 80:1  | Stensättning                     |              | Väskinde, Gotland   |       | 57.718264, 18.415898 | 10097800800001 | Ladda upp en bild av detta fornminne      |
| Väskinde 83:1  | Stensättning                     |              | Väskinde, Gotland   |       | 57.721224, 18.418019 | 10097800830001 | Ladda upp en till bild av detta fornminne |
| Väskinde 84:1  | Stensättning                     |              | Väskinde, Gotland   |       | 57.722506, 18.406885 | 10097800840001 | Ladda upp en bild av detta fornminne      |
| Väskinde 85:1  | Gravfält                         |              | Väskinde, Gotland   |       | 57.722682, 18.405786 | 10097800850001 | Ladda upp en bild av detta fornminne      |
| Väskinde 86:1  | Röse                             |              | Väskinde, Gotland   |       | 57.723989, 18.406923 | 10097800860001 | Ladda upp en bild av detta fornminne      |
| Väskinde 86:2  | Stensättning                     |              | Väskinde, Gotland   |       | 57.724055, 18.407024 | 10097800860002 | Ladda upp en bild av detta fornminne      |
| Väskinde 87:1  | Röse                             |              | Väskinde, Gotland   |       | 57.726323, 18.408658 | 10097800870001 | Ladda upp en bild av detta fornminne      |
| Väskinde 87:2  | Stensättning                     |              | Väskinde, Gotland   |       | 57.726104, 18.408820 | 10097800870002 | Ladda upp en bild av detta fornminne      |
| Väskinde 87:3  | Stensättning                     |              | Väskinde, Gotland   |       | 57.726096, 18.408563 | 10097800870003 | Ladda upp en bild av detta fornminne      |
| Väskinde 87:4  | Stensättning                     |              | Väskinde, Gotland   |       | 57.725922, 18.408877 | 10097800870004 | Ladda upp en bild av detta fornminne      |
| Väskinde 88:1  | Stensättning                     |              | Väskinde, Gotland   |       | 57.725235, 18.408874 | 10097800880001 | Ladda upp en bild av detta fornminne      |
| Väskinde 89:1  | Stensättning                     |              | Väskinde, Gotland   |       | 57.719016, 18.397428 | 10097800890001 | Ladda upp en bild av detta fornminne      |
| Väskinde 91:1  | Stensättning                     |              | Väskinde, Gotland   |       | 57.717742, 18.405357 | 10097800910001 | Ladda upp en bild av detta fornminne      |
| Väskinde 91:2  | Stensättning                     |              | Väskinde, Gotland   |       | 57.717740, 18.405100 | 10097800910002 | Ladda upp en bild av detta fornminne      |
| Väskinde 91:3  | Stensättning                     |              | Väskinde, Gotland   |       | 57.717898, 18.404439 | 10097800910003 | Ladda upp en bild av detta fornminne      |
| Väskinde 92:1  | Röse                             |              | Väskinde, Gotland   |       | 57.720579, 18.409063 | 10097800920001 | Ladda upp en bild av detta fornminne      |
| Väskinde 93:1  | Röse                             |              | Väskinde, Gotland   |       | 57.720280, 18.406897 | 10097800930001 | Ladda upp en bild av detta fornminne      |
| Väskinde 93:2  | Stensättning                     |              | Väskinde, Gotland   |       | 57.720437, 18.407082 | 10097800930002 | Ladda upp en bild av detta fornminne      |
| Väskinde 95:1  | Stensättning                     |              | Väskinde, Gotland   |       | 57.722053, 18.397129 | 10097800950001 | Ladda upp en bild av detta fornminne      |
| Väskinde 95:2  | Stensättning                     |              | Väskinde, Gotland   |       | 57.721955, 18.396995 | 10097800950002 | Ladda upp en bild av detta fornminne      |
| Väskinde 95:3  | Stensättning                     |              | Väskinde, Gotland   |       | 57.721865, 18.396873 | 10097800950003 | Ladda upp en bild av detta fornminne      |
| Väskinde 95:4  | Stensättning                     |              | Väskinde, Gotland   |       | 57.722126, 18.397250 | 10097800950004 | Ladda upp en bild av detta fornminne      |
| Väskinde 96:1  | Grav markerad av sten/block      |              | Väskinde, Gotland   |       | 57.700878, 18.411232 | 10097800960001 | Ladda upp en till bild av detta fornminne |
| Väskinde 97:1  | Bildristning                     |              | Väskinde, Gotland   |       | 57.703586, 18.416671 | 10097800970001 | Ladda upp en till bild av detta fornminne |
| Väskinde 97:2  | Bildristning                     |              | Väskinde, Gotland   |       | 57.703586, 18.416671 | 10097800970002 | Ladda upp en bild av detta fornminne      |
| Väskinde 98:1  | Stensättning                     |              | Väskinde, Gotland   |       | 57.701186, 18.424497 | 10097800980001 | Ladda upp en bild av detta fornminne      |
| Väskinde 99:1  | Husgrund, förhistorisk/medeltida |              | Väskinde, Gotland   |       | 57.703568, 18.430208 | 10097800990001 | Ladda upp en bild av detta fornminne      |
| Väskinde 99:2  | Husgrund, förhistorisk/medeltida |              | Väskinde, Gotland   |       | 57.703799, 18.430818 | 10097800990002 | Ladda upp en bild av detta fornminne      |
| Väskinde 101:1 | Husgrund, förhistorisk/medeltida |              | Väskinde, Gotland   |       | 57.700542, 18.432775 | 10097801010001 | Ladda upp en bild av detta fornminne      |
| Väskinde 107:1 | Stensättning                     |              | Väskinde, Gotland   |       | 57.706678, 18.390982 | 10097801070001 | Ladda upp en bild av detta fornminne      |
| Väskinde 109:1 | Gravfält                         |              | Väskinde, Gotland   |       | 57.702452, 18.365881 | 10097801090001 | Ladda upp en bild av detta fornminne      |
| Väskinde 111:1 | Stensättning                     |              | Väskinde, Gotland   |       | 57.721485, 18.399621 | 10097801110001 | Ladda upp en bild av detta fornminne      |
| Väskinde 112:1 | Stensättning                     |              | Väskinde, Gotland   |       | 57.721825, 18.399896 | 10097801120001 | Ladda upp en bild av detta fornminne      |
| Väskinde 113:1 | Stensättning                     |              | Väskinde, Gotland   |       | 57.680048, 18.365726 | 10097801130001 | Ladda upp en till bild av detta fornminne |
| Väskinde 117:1 | Stensättning                     |              | Väskinde, Gotland   |       | 57.683301, 18.370542 | 10097801170001 | Ladda upp en bild av detta fornminne      |
| Väskinde 118:1 | Stensättning                     |              | Väskinde, Gotland   |       | 57.721868, 18.401351 | 10097801180001 | Ladda upp en bild av detta fornminne      |
| Väskinde 119:1 | Bildristning                     |              | Väskinde, Gotland   |       | 57.694056, 18.389218 | 10097801190001 | Ladda upp en bild av detta fornminne      |
| Väskinde 121:1 | Gravfält                         |              | Väskinde, Gotland   |       | 57.721649, 18.398303 | 10097801210001 | Ladda upp en bild av detta fornminne      |
| Väskinde 123:1 | Stensättning                     |              | Väskinde, Gotland   |       | 57.720478, 18.417625 | 10097801230001 | Ladda upp en till bild av detta fornminne |
| Väskinde 126:1 | Stensättning                     |              | Väskinde, Gotland   |       | 57.682965, 18.372363 | 10097801260001 | Ladda upp en bild av detta fornminne      |
| Väskinde 126:2 | Stensättning                     |              | Väskinde, Gotland   |       | 57.682795, 18.373139 | 10097801260002 | Ladda upp en bild av detta fornminne      |
| Väskinde 127:1 | Stensättning                     |              | Väskinde, Gotland   |       | 57.683564, 18.375308 | 10097801270001 | Ladda upp en bild av detta fornminne      |
| Väskinde 131:1 | Stensättning                     |              | Väskinde, Gotland   |       | 57.719930, 18.411663 | 10097801310001 | Ladda upp en bild av detta fornminne      |
| Väskinde 132:1 | Stensättning                     |              | Väskinde, Gotland   |       | 57.723008, 18.424132 | 10097801320001 | Ladda upp en bild av detta fornminne      |
| Väskinde 132:2 | Stensättning                     |              | Väskinde, Gotland   |       | 57.723192, 18.423990 | 10097801320002 | Ladda upp en bild av detta fornminne      |
| Väskinde 132:3 | Stensättning                     |              | Väskinde, Gotland   |       | 57.722812, 18.423968 | 10097801320003 | Ladda upp en bild av detta fornminne      |
| Väskinde 134:2 | Husgrund, förhistorisk/medeltida |              | Väskinde, Gotland   |       | 57.676964, 18.415988 | 10097801340002 | Ladda upp en bild av detta fornminne      |
| Väskinde 136:1 | Stensättning                     |              | Väskinde, Gotland   |       | 57.676616, 18.442092 | 10097801360001 | Ladda upp en bild av detta fornminne      |
| Väskinde 136:2 | Stensättning                     |              | Väskinde, Gotland   |       | 57.676528, 18.441826 | 10097801360002 | Ladda upp en bild av detta fornminne      |
| Väskinde 137:1 | Stensättning                     |              | Väskinde, Gotland   |       | 57.684418, 18.440868 | 10097801370001 | Ladda upp en bild av detta fornminne      |
| Väskinde 137:2 | Stensättning                     |              | Väskinde, Gotland   |       | 57.684280, 18.440882 | 10097801370002 | Ladda upp en bild av detta fornminne      |
| Väskinde 140:1 | Hällristning                     |              | Väskinde, Gotland   |       | 57.685276, 18.442925 | 10097801400001 | Ladda upp en bild av detta fornminne      |
| Väskinde 141:1 | Stensättning                     |              | Väskinde, Gotland   |       | 57.682566, 18.438465 | 10097801410001 | Ladda upp en bild av detta fornminne      |
| Väskinde 142:1 | Stensättning                     |              | Väskinde, Gotland   |       | 57.686501, 18.441004 | 10097801420001 | Ladda upp en bild av detta fornminne      |
| Väskinde 142:2 | Stensättning                     |              | Väskinde, Gotland   |       | 57.686871, 18.440883 | 10097801420002 | Ladda upp en bild av detta fornminne      |
| Väskinde 145:1 | Stensättning                     |              | Väskinde, Gotland   |       | 57.688630, 18.445657 | 10097801450001 | Ladda upp en bild av detta fornminne      |
| Väskinde 146:1 | Stensättning                     |              | Väskinde, Gotland   |       | 57.686434, 18.444994 | 10097801460001 | Ladda upp en bild av detta fornminne      |
| Väskinde 149:1 | Stensättning                     |              | Väskinde, Gotland   |       | 57.684170, 18.449180 | 10097801490001 | Ladda upp en bild av detta fornminne      |
| Väskinde 150:1 | Stensättning                     |              | Väskinde, Gotland   |       | 57.691538, 18.450260 | 10097801500001 | Ladda upp en bild av detta fornminne      |
| Väskinde 151:1 | Gravfält                         |              | Väskinde, Gotland   |       | 57.690638, 18.451454 | 10097801510001 | Ladda upp en bild av detta fornminne      |
| Väskinde 152:1 | Stensättning                     |              | Väskinde, Gotland   |       | 57.691964, 18.453394 | 10097801520001 | Ladda upp en bild av detta fornminne      |
| Väskinde 153:1 | Stensättning                     |              | Väskinde, Gotland   |       | 57.696117, 18.456987 | 10097801530001 | Ladda upp en bild av detta fornminne      |
| Väskinde 153:2 | Stensättning                     |              | Väskinde, Gotland   |       | 57.695974, 18.456875 | 10097801530002 | Ladda upp en bild av detta fornminne      |
| Väskinde 153:3 | Stensättning                     |              | Väskinde, Gotland   |       | 57.695917, 18.456623 | 10097801530003 | Ladda upp en bild av detta fornminne      |
| Väskinde 154:1 | Stensättning                     |              | Väskinde, Gotland   |       | 57.697345, 18.468204 | 10097801540001 | Ladda upp en bild av detta fornminne      |
| Väskinde 154:2 | Stensättning                     |              | Väskinde, Gotland   |       | 57.697416, 18.468353 | 10097801540002 | Ladda upp en bild av detta fornminne      |
| Väskinde 155:1 | Stensättning                     |              | Väskinde, Gotland   |       | 57.698711, 18.467425 | 10097801550001 | Ladda upp en bild av detta fornminne      |
| Väskinde 155:2 | Stensättning                     |              | Väskinde, Gotland   |       | 57.698729, 18.466953 | 10097801550002 | Ladda upp en bild av detta fornminne      |
| Väskinde 161:1 | Stensättning                     |              | Väskinde, Gotland   |       | 57.711395, 18.380721 | 10097801610001 | Ladda upp en bild av detta fornminne      |
| Väskinde 167:1 | Stensättning                     |              | Väskinde, Gotland   |       | 57.665708, 18.384142 | 10097801670001 | Ladda upp en bild av detta fornminne      |
| Väskinde 169:1 | Hällristning                     |              | Väskinde, Gotland   |       | 57.699414, 18.457036 | 11100000001088 | Ladda upp en bild av detta fornminne      |
| Väskinde 177:1 | Begravningsplats                 |              | Väskinde, Gotland   |       | 57.693922, 18.354256 | 10097801770001 | Ladda upp en bild av detta fornminne      |